# Liste der Baudenkmäler in Unterdietfurt
Auf dieser Seite sind die Baudenkmäler in der niederbayerischen Gemeinde Unterdietfurt zusammengestellt. Diese Tabelle ist eine Teilliste der Liste der Baudenkmäler in Bayern. Grundlage ist die Bayerische Denkmalliste, die auf Basis des Bayerischen Denkmalschutzgesetzes vom 1. Oktober 1973 erstmals erstellt wurde und seither durch das Bayerische Landesamt für Denkmalpflege geführt wird. Die folgenden Angaben ersetzen nicht die rechtsverbindliche Auskunft der Denkmalschutzbehörde.

## Baudenkmäler nach Ortsteilen

### Unterdietfurt
| Lage                      | Objekt                                    | Beschreibung | Akten-Nr.    | Bild           |
| ------------------------- | ----------------------------------------- | --- | ------------ | -------------- |
| Dorfplatz 1, 3 (Standort) | Katholische Pfarrkirche Mariä Heimsuchung | dreischiffige Stufenhalle, stattlicher spätgotischer Ziegelbau, wohl 1441 begonnen; mit Ausstattung; Friedhofskapelle St. Leonhard, zweite Hälfte 18. Jahrhundert; mit Ausstattung | D-2-77-151-5 | weitere Bilder |

### Habach
| Lage                        | Objekt      | Beschreibung | Akten-Nr.     | Bild |
| --------------------------- | ----------- | --- | ------------- | ---- |
| Habach 3 (Standort)         | Vierseithof | Querstockhaus (Nordflügel), mit Blockbau-Obergeschoss und flach geneigtem Satteldach, Eselsbretten, bezeichnet 1872 und 1885, im Kern wohl erstes Viertel 19. Jahrhundert; Stallstadel (Westflügel) mit Traidkasten im Obergeschoss, erste Hälfte 19. Jahrhundert; zweitenniger Ständerbohlen-Bundwerkstadel (Südflügel), erste Hälfte 19. Jahrhundert; Remise (Ostflügel) mit Ständerbohlen-Bundwerk, erste Hälfte 19. Jahrhundert | D-2-77-151-9  | BW   |
| Neukirchner Feld (Standort) | Wegkapelle  | Satteldachbau, Mitte 19. Jahrhundert | D-2-77-151-10 | BW   |

### Handloh
| Lage                 | Objekt        | Beschreibung | Akten-Nr.     | Bild |
| -------------------- | ------------- | --- | ------------- | ---- |
| Handloh 1 (Standort) | Querstockhaus | Nordflügel des ehemaligen Vierseithofes, mit Blockbau-Obergeschoss und hofseitigem Schrot, zweite Hälfte 19. Jahrhundert, im Kern 17./18. Jahrhundert | D-2-77-151-11 | BW   |

### Handwerk
| Lage                   | Objekt                               | Beschreibung                                                                  | Akten-Nr.     | Bild |
| ---------------------- | ------------------------------------ | ----------------------------------------------------------------------------- | ------------- | ---- |
| Handwerk 10 (Standort) | Katholische Filialkirche St. Alexius | kleiner, spätgotischer Ziegelbau, 2. Hälfte 15. Jahrhundert; mit Ausstattung. | D-2-77-151-12 | BW   |

### Hintersarling
| Lage                        | Objekt                         | Beschreibung                                                                  | Akten-Nr.     | Bild |
| --------------------------- | ------------------------------ | ----------------------------------------------------------------------------- | ------------- | ---- |
| Hintersarling 11 (Standort) | Einfirsthof                    | Mitterstallbau mit Blockbau-Obergeschoss, Mitte 19. Jahrhundert               | D-2-77-151-26 | BW   |
| Hintersarling 12 (Standort) | Zugehörig Ständerriegel-Stadel | zum Teil mit Blockbauwänden, wohl spätes 18. Jahrhundert, Verschalung modern. | D-2-77-151-13 | BW   |

### Huldsessen
| Lage                              | Objekt                            | Beschreibung | Akten-Nr.     | Bild           |
| --------------------------------- | --------------------------------- | --- | ------------- | -------------- |
| Dorfstraße 13 (Standort)          | Bauernhaus und ehemalige Kramerei | zweigeschossiger und verbretterter Blockbau mit Giebelschrot und aufgesteiltem Satteldach, bezeichnet 1818.                     | D-2-77-151-2  | BW             |
| Dorfstraße 26 (Standort)          | Katholische Kirche St. Martin     | im Kern spätgotischer Ziegelbau des 15. Jahrhunderts, Ausbau 1875/76; mit Ausstattung; Friedhofsummauerung, 18./19. Jahrhundert | D-2-77-151-3  | weitere Bilder |
| Nähe Dorfstraße (Standort)        | Kapelle                           | Satteldachbau, Mitte 19. Jahrhundert; mit Ausstattung; am westlichen Ortsrand.                                                  | D-2-77-151-4  | BW             |
| Taufkirchener Straße 1 (Standort) | Zugehörige Hofkapelle             | Ende 19./Anfang 20. Jahrhundert, im östlichen Wirtschaftsgebäude eingebaut.                                                     | D-2-77-151-27 | BW             |

### Kaiwimm
| Lage                 | Objekt                     | Beschreibung | Akten-Nr.     | Bild |
| -------------------- | -------------------------- | --- | ------------- | ---- |
| Kaiwimm 1 (Standort) | Wohnhaus des Vierseithofes | Querstockhaus mit Blockbau-Obergeschoss, flach geneigtem Satteldach und Eselsbrettern, am Traufschrot bezeichnet 1854; Südflügel, eintenniger Ständerbohlen-Bundwerkstadel, Mitte 19. Jahrhundert; Ostflügel mit Ständerbohlen-Bundwerk im Obergeschoss, Mitte 19. Jahrhundert | D-2-77-151-14 | BW   |
| Kaiwimm 4 (Standort) | Straßenkapelle             | Blankziegelbau mit Satteldach, Mitte 19. Jahrhundert; mit Ausstattung. | D-2-77-151-15 | BW   |

### Mainbach
| Lage                  | Objekt                              | Beschreibung                                                                                | Akten-Nr.     | Bild |
| --------------------- | ----------------------------------- | ------------------------------------------------------------------------------------------- | ------------- | ---- |
| Mainbach 2 (Standort) | Katholische Filialkirche St. Ulrich | rechteckiger Saalbau mit Dachreiter, 18. Jahrhundert, im Kern spätgotisch; mit Ausstattung. | D-2-77-151-18 | BW   |

### Neuaich
| Lage                 | Objekt                                | Beschreibung | Akten-Nr.     | Bild |
| -------------------- | ------------------------------------- | --- | ------------- | ---- |
| Neuaich 8 (Standort) | Katholische Filialkirche Mariae Namen | Wallfahrtskirche, Saalbauanlage mit Zwiebelturm wohl Mitte 17. Jahrhundert, über älterem Kern; mit Ausstattung. | D-2-77-151-20 | BW   |

### Neukirchen
| Lage                    | Objekt                                  | Beschreibung                                                                                 | Akten-Nr.     | Bild |
| ----------------------- | --------------------------------------- | -------------------------------------------------------------------------------------------- | ------------- | ---- |
| Neukirchen 4 (Standort) | Katholische Filialkirche St. Laurenzius | kleiner Saalbau des 18. Jahrhunderts, wohl über spätmittelalterlichem Kern; mit Ausstattung. | D-2-77-151-23 | BW   |

### Obermaisbach
| Lage                       | Objekt                | Beschreibung                                                  | Akten-Nr.     | Bild |
| -------------------------- | --------------------- | ------------------------------------------------------------- | ------------- | ---- |
| Obermaisbach 40 (Standort) | Zugehöriger Ostflügel | Stallstadel mit Ständerbohlen-Bundwerk, Mitte 19. Jahrhundert | D-2-77-151-19 | BW   |

### Waisenberg
| Lage                    | Objekt        | Beschreibung                                                                                             | Akten-Nr.     | Bild |
| ----------------------- | ------------- | --- | ------------- | ---- |
| Waisenberg 4 (Standort) | Wagenschuppen | Zugehörig Wagenschuppen mit Blockbau-Obergeschoss und flach geneigtem Satteldach, Anfang 19. Jahrhundert | D-2-77-151-24 | BW   |
| Waisenberg 4 (Standort) | Bildstock     | gemauerte Nische mit Satteldach, 19. Jahrhundert                                                         | D-2-77-151-25 | BW   |